# カントリー・ミュージック殿堂博物館

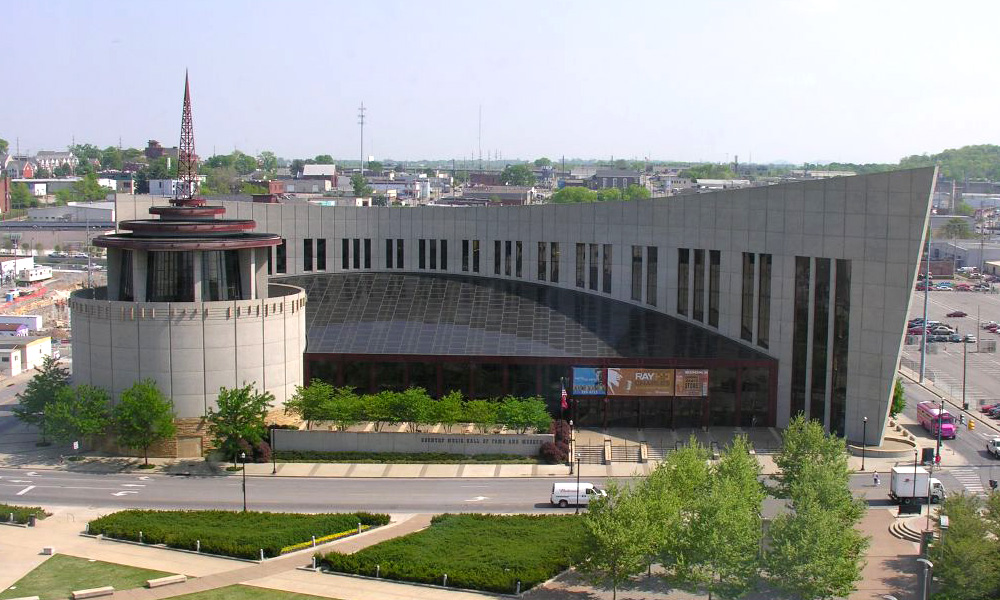
現在のカントリー・ミュージック殿堂博物館

カントリー・ミュージック殿堂博物館（カントリー・ミュージックでんどうはくぶつかん、Country Music Hall of Fame and Museum）は、アメリカ合衆国テネシー州ナッシュビルの五番街南222にある。進化し続けるカントリー・ミュージックの歴史と伝統を確認、維持し観衆に情報提供することが目的。地方史博物館、国際的芸術組織として機能し、ナッシュビルにとどまらず世界中のファン、学生、学者、音楽業界関係者、一般大衆に関わらず観衆に貢献。

## 以前のカントリー・ミュージック殿堂博物館
1961年、カントリーミュージック協会(Country Music Association 以下CMA)はカントリー・ミュージック殿堂の建設を発表。11月にCMA晩餐会で発表された、最初の殿堂入りは、いずれも既に故人となっていたジミー・ロジャース、フレッド・ローズ、ハンク・ウィリアムスの3人であった。レリーフでの3人それぞれの顔の肖像画と略歴入りのブロンドの盾が制作され、アーネスト・タブによってグランド・オール・オープリーで公開。これら及び以降の殿堂入り者の盾は、1967年までナッシュビルのテネシー州立博物館に展示されていた。
1963年、CMAはカントリー・ミュージック殿堂博物館をナッシュビルのミュージック・ロウに建設すると発表。同年テネシー州は博物館を管理する非営利的な組織としてカントリー・ミュージック財団（以下CMF）の設立を認可。
1967年4月1日、最初のカントリー・ミュージック殿堂博物館がミュージック・ロウ（ミュージック・スクエア東とディヴィジョン・ストリートの角）にオープン。博物館の活動は教育的プログラム、CMFプレス、CMFレコード、カントリー・ミュージック財団図書館（1968年）、歴史的場所のRCAスタジオB（1977年）、ハッチ・ショー・プリント（1986年）など。2000年12月31日、ミュージック・ロウのカントリー・ミュージックの殿堂博物館は閉館。建物は後に取り壊され、現在音楽著作権管理企業BMIの従業員のための私有駐車場となっている。スターになる前のキャシー・マティアとトリーシャ・イヤウッドはミュージック・ロウにあった博物館のツアー・ガイドとして働いていた。

## 現在のカントリー・ミュージック殿堂博物館
2001年5月17日、CMFは10ブロック離れナッシュビルのダウンタウンに37,000,000ドルを投じ新しい施設を華々しくオープンさせる。2世紀に渡る変遷をカントリー・ミュージックの物語を語るがごとくコレクションを披露。歴史的なカントリーのビデオ・クリップや過去に録音された音楽、ライブ、公的プログラム、売店、レストランなどがある。
新しい建物の外観はまるでアマンダ・プライスのイメージのようである。明白なのは、ピアノの鍵盤をデザインした窓。さらにはナッシュビルで南に2、3マイル離れた場所にあるWSMタワーの小型化されたレプリカであるダイヤモンド形の電波塔。塔を囲んでいる丸いディスクは、カントリー・ミュージックが録音された異なるサイズのレコードやCDを象徴。空中から見ると建物はヘ音記号の形である。建物の北西の隅は50年代のキャデラックのテールフィンのように突出している。カントリー・ミュージック殿堂博物館は、地元の建築会社タック・ヒントン・アーキテクツと博物館設計会社ラルフ・アッペルバウム・アソシエイツによって設計された。
カントリー・ミュージック殿堂博物館は米国博物館協会により公認され、博物館が最も高い標準に従い運営され、そのコレクションを管理し、良質なサービスを市民に提供すると保証。全国に8,000ある博物館のうち、わずか約750しか公認されていない。

## テレビ・ラジオ
施設ができたばかりの頃、XMサテライト・ラジオのスタジオは、博物館の売店の中にあった。またカントリー・ミュージック・テレビジョンはオープリー・ミルズへ移る前に、2001年に博物館のロビーから毎日『CMT Most Wanted Live』を放送。

## 関連事項
- カントリーミュージック協会(Country Music Association)
- Inductees of the Country Music Hall of Fame